# Анаксандрид II
Анаксандрид II (дав.-гр. Ἀναξανδρίδας Β΄; д/н — бл. 520 до н. е.) — цар Спарти в 560—520 роках до н. е.

## Життєпис
Походив з династії Агіадів. Син царя Лева. Посів трон близько 560 року до н. е. Панував спільно з Арістоном з династії Евріпонтідів. Вони спільно продовжили тривалу війну з містом-державою Тегея. За легендою, лише коли спартанець Ліхас виконав веління Дельфійського оракула, відшукавши і перенісши рештки героя Ореста до Спарти, царі здобули перемогу над тегейцями. Було вирішено не включати Тегею до складу своєї Спартанського поліса. На думку вчених це вказує на непевну перемогу спартанців та збереження потуги Тегеї. Близько 550 року до н. е. було укладено союзний договір, в результаті якого Тегея стала залежною від Спарти. Низка дослідників розглядають це як початок формування Пелопоннеського союзу. Під час війни з Тегеєю у 556 році до н.е. уклав військово-політичний союз з Коринфом, який увійшов до Пелопоннеського союзу на добровільних основах, ставши єдиним його членом, що мав значну автономію та право вести самостійну зовнішню політику.
За цим між 550 і 546 роками до н. е. було укладено союз з Крезом, царем Лідії. Проте близько 546 року до н. е. після поразки останнього від перського царя Кира II, спартанські царі не встигли прийти на допомогу Лідії — незадовго до початку відплиття спартанського флоту до Малої Азії надійшла звістка про підкорення царства персами.
В цей час в Анаксандрида II виникла суперечка з ефорами і герусією. Справа в тим, що дружина царя тривалий час була бездітною. Еформи порадили цареві «відпустити свою дружину» і взяти іншу, щоб не припинився царський рід. Анаксандрид II відмовився. За однією з версій причина цього полягала в тому, що дружина царя була його небогою і патрух (донькою-спадкоємицею). В такому випадку в результаті розлучення цар позбувся б стану отриманого в результаті одруження. Тоді ефори і геронти дозволили царю стати взяти другу дружину. Від неї дружини у нього народився хлопчик Клеомен. Незабаром завагітніла і перша дружина. Родичі другої дружини заявили, що вона хоче видати за свого чужу дитину. Було вирішено, що дружина царя буде народжувати перед колегією ефорів й герусією. В результаті народився Доріей.
У 530-х роках до н. е. повалив Гіппія, тирана Мегар. У 520-х роках до н. е. спільно з Хілоном повалив сікіонського тирана Есхіна, внаслідок чого Сікіон невдовзі увійшов до Пелопоннеського союзу. Завдяки цьому значно збільшив вплив Спарти на Пелопоннесі. Помер близько 520 року до н. е. Йому спадкував син Клеомен I.

## Родина
Діти від першої дружини, доньки брата:
- Доріей
- Леонід I
- Клеомброт

Діти від другої дружини, доньки Принетада:
- Клеомен I